# Praskovja Ivanovna

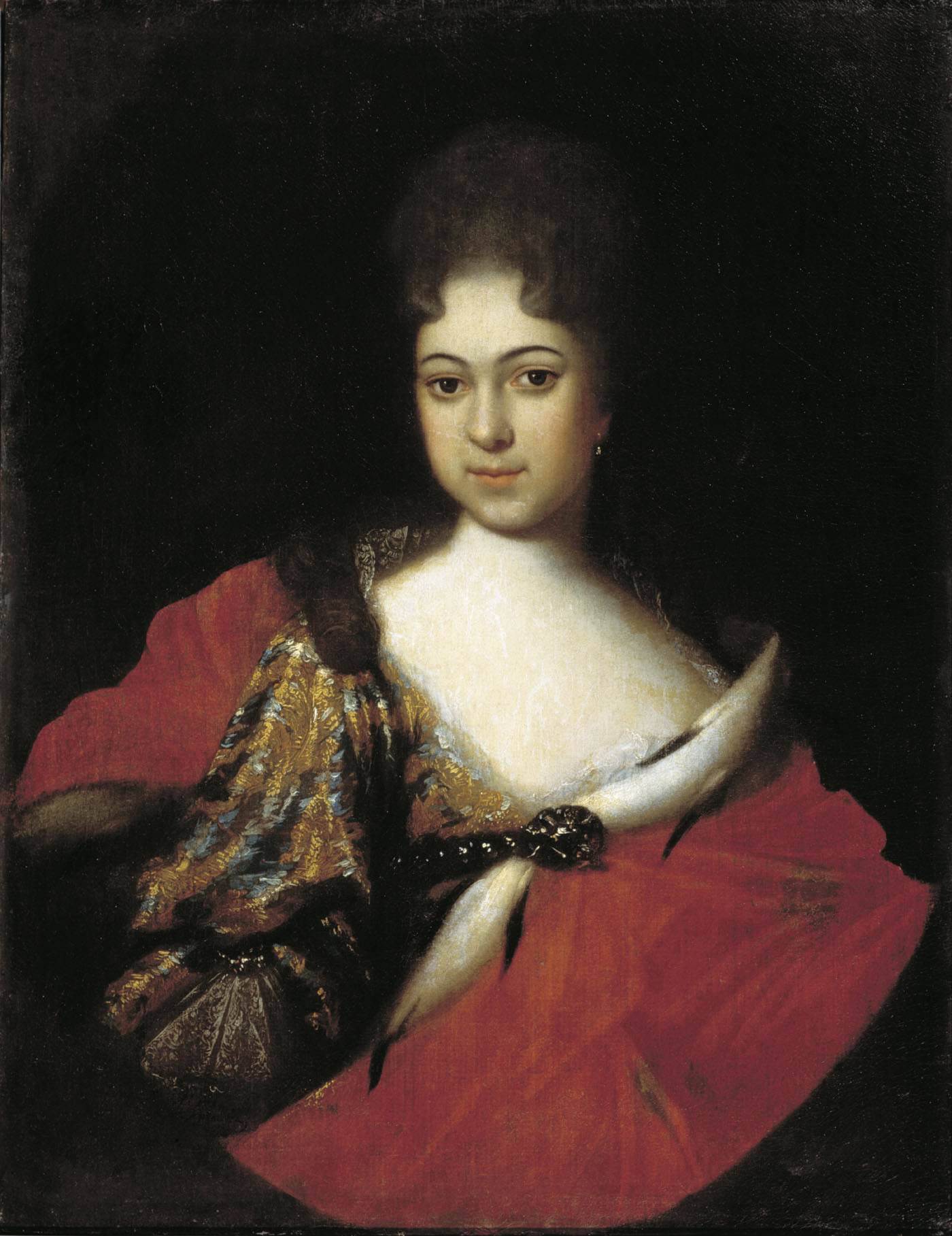
Praskovja Ivanovna

Praskovya Ivanovna, född 1694, död 1731, var en rysk storfurstinna, yngsta dotter till tsar Ivan V av Ryssland och Praskovja Saltykova. Hon var brorsdotter till Peter den store och syster till kejsarinnan Anna Ivanovna. 
Hennes far avled 1696 och hon växte upp på den egendom tsar Peter gett modern, Izmailovskiy, med sina två äldre systrar Katarina och Anna. 
Hon undervisades av tyska lärare, men visade ingen begåvning för lärande. Hon beskrivs som obildad och sjuklig och till det yttre som en söt brunett.
Till skillnad från sina två äldre systrar blev Praskovja aldrig bortgift i ett arrangerat dynastiskt äktenskap. Med samtycke från sin mor gifte hon sig istället privat med överbefälhavaren furst Ivan Iljitj Senior Dmitriev-Mamonov (1680-1730); paret fick en son 1724, som avled sex år senare. Vigseln ägde rum diskret och äktenskapet betraktades som en ren privat familjefråga som det aldrig gjordes något väsen av offentligt.
Praskovja var så van vid att leva tillsammans med sin mor att hon beskrevs som rådlös och handfallen vid moderns död 1723, och ur stånd att hantera sitt morsarv, och hon delade ut frikostiga mutor för att försöka säkra sin situation. Hon fick sina affärer tillgodosedda av först Peter den store, som gav henne plats vid sin hustru Katarina I:s hushåll, och fick ett generöst underhåll av både Katarina I och Peter II. År 1730 besteg hennes äldre syster Anna tronen; Praskovjas rättigheter kom i egenskap av yngre syster efter Annas. Hon fick ett ännu högre underhåll av sin syster, men avled året därpå.